# BIJ1
BIJ1 (literalmente 'juntos'), anteriormente conocido como Artículo 1 (en neerlandés: Artikel1), es un partido político en los Países Bajos. El partido fue fundado en 2016 por Sylvana Simons, una personalidad de televisión que anteriormente estaba relacionada con el partido DENK. BIJ1 se centra en la lucha contra el racismo y la discriminación en los Países Bajos, siendo además una formación marcadamente anticapitalista.

## Historia
En 2016, Sylvana Simons se unió al partido DENK. En diciembre del mismo año, Simons abandonó el movimiento porque estaba decepcionada por la baja cantidad de apoyo que recibió del partido durante un período de intensas amenazas de muerte contra su persona. También sintió que Denk se estaba volviendo cada vez más conservador y que estaba perdiendo interés en causas más progresistas, como los derechos LGBT.
Inmediatamente después de su partida de DENK, Simons fundó su propio partido llamado "Artikel1". Esto se refiere al primer artículo de la constitución neerlandesa, que prohíbe la discriminación y el racismo.
El 15 de marzo de 2017, Artikel1 participó en las elecciones parlamentarias con Simons como Lijsttrekker. Otros candidatos destacados del partido fueron la antropóloga Gloria Wekker y la exsenadora del Partido Socialista Anja Meulenbelt. Artikel1 logró obtener 28.700 votos (0,27%), sin alcanzar el umbral del 0,67% para obtener un escaño en el parlamento. El partido fue apoyado principalmente en municipios con una gran población afro-holandesa, como Ámsterdam (2,5%), Almere (1,9%), Diemen (1,7%) y Rotterdam (1,3%). El partido también logró un resultado superior a la media en el Caribe Neerlandés (1,6%). El partido obtuvo una puntuación insignificante en los municipios y ciudades más rurales con poca o ninguna población inmigrante.
El partido fue demandado por el grupo de expertos contra la discriminación del Artículo 1 de la constitución por infracción de marca registrada. El veredicto del juez fue a favor del artículo 1, por lo que Simons se vio obligada a cambiar el nombre del partido. El 29 de octubre de 2017, se anunció el nuevo nombre: BIJ1. BIJ1 se refiere a la palabra neerlandesa "bijeen", que se traduce como "juntos".
El partido participó en las elecciones municipales de marzo de 2018 en Ámsterdam. Sylvana Simons fue elegida nuevamente como Lijsttrekker. El partido obtuvo 6.571 votos (1,9%), lo justo para conseguir un escaño en el ayuntamiento. Los mejores resultados para BIJ1 se obtuvieron en Amsterdam Zuidoost, especialmente en Bijlmermeer, que alberga una gran población migrante de Surinam.
En febrero de 2020, el partido anunció que competiría en las próximas elecciones generales de 2021. En noviembre de 2020, la lista de candidatos fue aprobada por la asamblea general. Sylvana Simons fue nuevamente seleccionada como Lijsttrekker. En las elecciones, el partido obtuvo un 0,8% de los votos y un escaño en la Cámara de Representantes.

## Ideología
Según el partido, sus dos pilares son la igualdad radical y la justicia económica.  El partido lucha por la emancipación de la comunidad LGBT, leyes más estrictas contra el discurso de odio y el fin del perfilado racial.
Económicamente, el partido exige un sistema de salud de pagador único, el cierre de la brecha salarial de género y la sustitución del producto interno bruto por el concepto de felicidad nacional bruta como indicador económico dominante.

## Resultados electorales
| Año  | Votos        | %    | Resultado | +/- | Gobierno           |
| ---- | ------------ | ---- | --------- | --- | ------------------ |
| 2017 | 28.700 (#16) | 0,27 | 0/150     |     | Extraparlamentario |
| 2021 | 87.238 (#17) | 0,8  | 1/150     | 1   | Oposición          |
| 2023 | 44.253 (#18) | 0,42 | 0/150     | 1   | Extraparlamentario |